# Oudalle
Oudalle är en kommun i departementet Seine-Maritime i regionen Normandie i norra Frankrike. Kommunen ligger i kantonen Saint-Romain-de-Colbosc som tillhör arrondissementet Le Havre. År 2022 hade Oudalle 499 invånare.

## Befolkningsutveckling
Antalet invånare i kommunen Oudalle
| Referens: INSEE |